# Deshler (Ohio)
Deshler è un villaggio degli Stati Uniti d'America, situato nello stato dell'Ohio, nella contea di Henry.